# اندی لیندگارد
اندی لیندگارد (انگلیسی: Andy Lindegaard؛ زادهٔ ۱۰ سپتامبر ۱۹۸۰) بازیکن فوتبال اهل بریتانیا است.
از باشگاه‌هایی که در آن بازی کرده‌است می‌توان به باشگاه فوتبال کراولی تاون، باشگاه فوتبال یئوویل تاون، باشگاه فوتبال ویموث، باشگاه فوتبال چلتنهام تاون، باشگاه فوتبال ترورو سیتی، و باشگاه فوتبال آلدرشات تاون اشاره کرد.